# إيريكا سبيندلر
إيريكا سبيندلر (بالإنجليزية: Erica Spindler)‏ (1957، روكفورد في الولايات المتحدة)؛ كاتِبة وروائية أمريكية.